# Амбой (Міннесота)
Амбой (англ. Amboy) — місто (англ. city) в США, в окрузі Блю-Ерт штату Міннесота. Населення — 535 осіб (2020).

## Географія
Амбой розташований за координатами 43°53′16″ пн. ш. 94°9′29″ зх. д. / 43.88778° пн. ш. 94.15806° зх. д. (43.887859, -94.158121).  За даними Бюро перепису населення США в 2010 році місто мало площу 0,81 км², уся площа — суходіл.

## Демографія
Згідно з переписом 2010 року, у місті мешкали 534 особи в 232 домогосподарствах у складі 157 родин. Густота населення становила 661 особа/км².  Було 260 помешкань (322/км²).
Расовий склад населення:
| - 96,8 % — білих - 1,3 % — чорних або афроамериканців - 0,4 % — азіатів - 0,2 % — корінних американців - 1,1 % — осіб інших рас |

До двох чи більше рас належало 0,2 %. Частка іспаномовних становила 5,1 % від усіх жителів.
За віковим діапазоном населення розподілялося таким чином: 21,2 % — особи молодші 18 років, 60,6 % — особи у віці 18—64 років, 18,2 % — особи у віці 65 років та старші. Медіана віку мешканця становила 41,7 року. На 100 осіб жіночої статі у місті припадало 103,0 чоловіків;  на 100 жінок у віці від 18 років та старших — 102,4 чоловіків також старших 18 років.
Середній дохід на одне домашнє господарство  становив 51 057 доларів США (медіана — 42 344), а середній дохід на одну сім'ю — 58 942 долари (медіана — 53 125). За межею бідності перебувало 12,1 % осіб, у тому числі 18,3 % дітей у віці до 18 років та 14,4 % осіб у віці 65 років та старших.
Цивільне працевлаштоване населення становило 246 осіб. Основні галузі зайнятості: освіта, охорона здоров'я та соціальна допомога — 23,2 %, виробництво — 18,3 %, транспорт — 10,6 %, роздрібна торгівля — 10,2 %.